# صادق الفیتوری
صادق الفیتوری (انگلیسی: Sadiq El Fitouri؛ زادهٔ ۱۰ اکتبر ۱۹۹۴) بازیکن فوتبال اهل لیبی است.
از باشگاه‌هایی که در آن بازی کرده‌است می‌توان به باشگاه فوتبال چسترفیلد و باشگاه فوتبال سالفورد سیتی اشاره کرد.
وی همچنین در تیم ملی فوتبال لیبی بازی کرده‌است.